# Luogo di origine

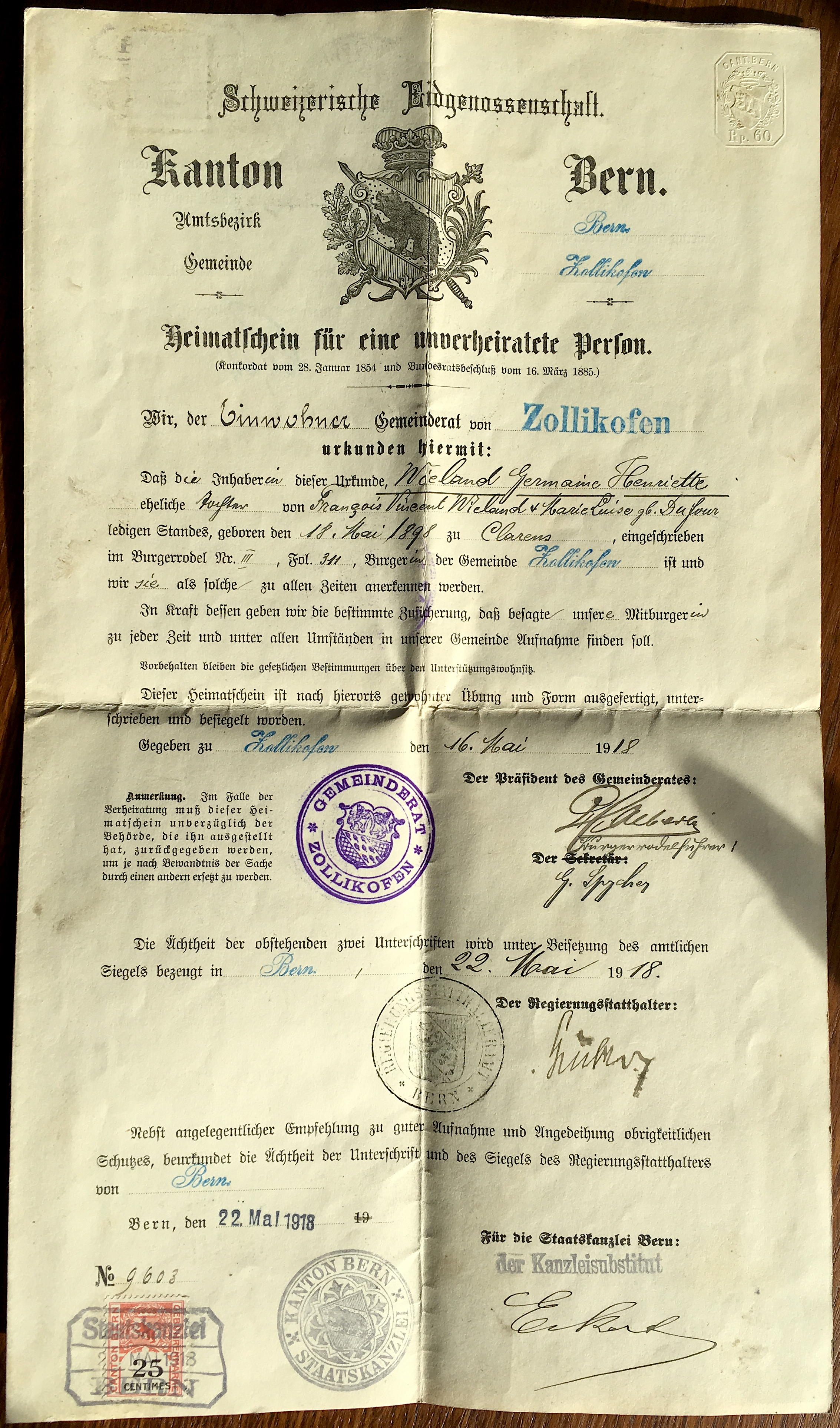
Certificato di residenza del comune di Zollikofen nel cantone di Berna, 1918

Il luogo di origine o luogo di attinenza (in tedesco: Heimatort o Bürgerort, in francese: Lieu d'origine, in romancio: Lieu d'origin) è una locuzione ufficiale svizzera che indica di quale Comune ogni cittadino svizzero è cittadino comunale.
Nel caso di un figlio nato da due genitori svizzeri sposati, il bambino acquisisce i diritti cantonali e comunali del genitore da cui prende il nome.
Il matrimonio potrebbe comportare l'aggiunta o la modifica del luogo di origine del marito, ma oggi il matrimonio di due cittadini svizzeri non modifica i loro diritti di cittadinanza.
La persona naturalizzata svizzera deve aver ottenuto in precedenza il diritto di cittadinanza del comune di residenza. Questo diventerà il suo luogo di attinenza.
È possibile avere diversi luoghi di origine, secondo i propri antenati o ottenendo volontariamente il diritto patriziale in altri comuni. A questo proposito, un cittadino svizzero di un determinato Cantone può naturalizzarsi in un altro Cantone, se soddisfa le condizioni cantonali e comunali, in particolare per quanto riguarda la durata del soggiorno. Se la legge del suo cantone di origine lo consente, può conservare i due luoghi di origine e le cittadinanze cantonali associate e trasmetterli ai suoi discendenti.
Il passaporto o la carta d'identità del cittadino svizzero non indica mai il luogo di nascita, ma il luogo di origine.
Può essere che essendosi spostati i suoi antenati fuori dal comune di origine, un cittadino svizzero abbia ereditato un luogo di attinenza da un comune in cui non è mai stato.
I suoi figli, ai quali passa il suo nome, indipendentemente dal luogo di nascita, otterranno anche questo luogo di attinenza dei loro antenati, al momento della loro nascita.
Poiché ogni comune si trova all'interno di un cantone, il cittadino di un comune è anche cittadino del relativo cantone.
Il documento di attinenza è un documento essenziale nel diritto svizzero, poiché stabilisce che il suo titolare è cittadino di un comune e di un cantone e, di conseguenza, cittadino svizzero. In Svizzera, l'espressione "originario di ..." è un termine legale conforme allo stato civile, mentre in altri paesi è indicativo e informale.
Nascite, matrimoni e decessi sono registrati non solo nel luogo in cui risiede la persona, ma anche nel luogo di attinenza. Questo luogo di attinenza aveva un registro cartaceo di famiglia che è stato sostituito da registri informatici chiamati INFOSTAR. Per il periodo del suo soggiorno, un cittadino svizzero deposita "i suoi documenti originali" presso l'amministrazione comunale del suo domicilio o presso il consolato svizzero nella cui giurisdizione risiede.
I documenti ufficiali indicano sempre il luogo di attinenza.

La legge cantonale non può riservare diritti specifici ai cittadini nei loro comuni di attinenza, poiché la costituzione federale vieta la discriminazione sulla base del diritto di cittadinanza (art. 37 al. 2 Costituzione federale). Tuttavia, in alcuni cantoni viene fatta una distinzione tra comuni politici e comuni borghesi che occupano lo stesso territorio ma che hanno compiti diversi secondo la legge cantonale. Pertanto, il Vallese riconosce al borghese il diritto di beneficiare dei vantaggi borghesi, come tagliare la legna, ridurre i prezzi per ottenere determinati servizi (accesso all'area sciistica, trasporto) o distribuire vino raccolto su proprietà borghesi, per esempio. Questi diritti non sono riconosciuti ai cittadini svizzeri che vivono nel comune, ma che non sono borghesi. Ognuno di questi comuni ha poteri specifici. Questi "privilegi" concessi al borghese sono espressamente indicati dall'articolo 37 al. 2 della Costituzione federale, che prevede che: 